# Église Notre-Dame de Laffaux
L'église Notre-Dame est une église située à Laffaux, en France.

## Localisation
L'église est située sur la commune de Laffaux, dans le département de l'Aisne.